# الأمير جونغ (الصين)
ييشين (11 يناير 1833 - 29 مايو 1898)، المعروف باسم الأمير كونغ أو غونغ كان أميرا إمبراطوريا لعشيرة آيشن جيورو ورجل دولة سام من سلالة تشينغ الحاكمة التابعة لقومية مانشو في الصين. كان وصيا على الإمبراطورية من سنة 1861 إلى غاية 1865 حيث كان له تأثير كبير.
عرف ييشين في سن مبكرة بتألقه وفطنته كما كان يعتبر من قبل والده الإمبراطور داو غوانغ وريثا محتملا للعرش. لكن في النهاية، ورث أخوه الأكبر سنا والغير الشقيق ييزو العرش تحت اسم إمبراطور شيان فنغ. خلال حرب الأفيون الثانية في عام 1860، تفاوض الأمير جونغ ممثلا سلالة تشينغ الحاكمة مع البريطانيين والفرنسيين والروس لتنتهي المفاوضات بتوقيع معاهدة بكين.
بعد وفاة الإمبراطور شيان فنغ، قام الأمير جونغ بانقلاب زينيو في عام 1861 بمساعدة الإمبراطورة الأرملة تسيشي والإمبراطورة الأرملة تشيان، واستولى على السلطة من مجموعة من ثمانية حكام عينهم شقيقه الإمبراطور شيان فنغ وهو على فراش الموت لمساعدة ابنه الصغير الإمبراطور تونغ زي على خلافته.
بعد الانقلاب، شغل الأمير منصب الأمير الوصي من سنة 1861 إلى سنة 1865 ترأس خلالها الإصلاحات التي تم تنفيذها خلال استعادة تونغ زي للحكم (1860-1874). على الرغم من إنزال رتبته في عامي 1865 و1874 بسبب فساد مزعوم وعدم الاحترام تجاه الإمبراطور إلا أن الأمير جونغ استمر في قيادة المجلس الكبير وظل شخصية ذات نفوذ كبير في حكومة تشينغ.
شهدت العقود الأخيرة من حياة الأمير غونغ، تحت حكم ابن أخيه الإمبراطور جوانغ تشو صراعه مع عناصر محافظة في محكمة تشينغ الإمبراطورية ولا سيما حليفته السابقة الإمبراطورة الأرملة تسيشي لتنتهي بوفاته في فضيحة عامة.

## الإرث
سكن الأمير جونغ سابقا في قصره المعروف بقصر الأمير جونغ بحي شيتشنغ في بكين وهو حاليا مفتوح لعموم الزوار كمتحف وحديقة وطنية. وقد كان القصر في السابق مقرا لإقامة المسؤول خو شين قبل تجريده من ممتلكاته بدعاوى فساد.
في عام 2006، تم تجسيد شخصية حياة الأمير جونغ في المسلسل التلفزيوني الصيني Sigh of His Highness من بطولة الممتل Chen Baoguo كأمير.